# Berresa
Berresa is een geslacht van vlinders van de familie uilen (Noctuidae), uit de onderfamilie Acontiinae.

## Soorten
- B. natalis Walker, 1858
- B. rufa Bethune-Baker, 1906